# Baremo
Un baremo es una tabla con resultados de cálculos, que evita la tarea de realizarlos.
Se emplea también la palabra "baremo" para dejar establecidos un conjunto de normas fijadas por una institución para evaluar los méritos personales, una escala de relevancia para establecer una posición ordenada por méritos, la solvencia de empresas, normas de admisión determinadas por un conjunto de puntuaciones parciales, resultados de análisis, lista de números índices, etc. También, para hablar de ética y moral: los baremos éticos y morales.[cita requerida]

## Etimología
La palabra castellana baremo proviene del francés barème, y esta, a su vez, es una alteración del apellido Barrême, derivación procedente de François-Bertrand Barrême, matemático francés considerado uno de los padres fundadores de la contabilidad.
Barrême fue un autor que escribió varias obras que perpetuó, mejoró y amplió a través de numerosas ediciones, si bien su texto más popular fue Le Livre nécessaire pour les comptables, avocats, notaires, procureurs, négociants, et généralement à toute sorte de conditions, publicado por primera vez en 1671 y reeditado en reiteradas ocasiones tras la muerte de su autor, siendo continuado por su hijo.
Se trató de una obra de tal valor en su época, que su título fue variando entre la población, conociéndoselo primero vulgarmente como Barême universel, dando origen luego a la aceptación académica del vocablo barème, que terminó por inmortalizar el apellido de su autor.

## Actualidad
Los baremos se siguen utilizando con frecuencia en la actualidad, especialmente en el ámbito de la medicina legal. En esta especialidad médica de estrecho contacto y colaboración con el ámbito de la justicia, es de práctica cotidiana la evaluación de los diferentes tipos y grados de daños corporales que sufren las personas, daños que se traducen en una pérdida de su capacidad, sobre todo en relación con sus tareas laborales y sus potencialidades económicas.
Así el médico legista, o médico forense, sistemáticamente es convocado por un juez, por un abogado litigante en un juicio o por una compañía de seguros, para dilucidar el alcance de la incapacidad física que afecta a un sujeto que haya sufrido en determinado tipo de daño corporal.
Pero esta actividad adolece de un serio defecto, que es el estar basada en criterios no objetivos ni sistemáticos, pues numerosas veces se da el caso de que distintos peritos médicos, puestos a analizar un mismo caso, no coinciden en la apreciación cuantitativa del daño producido en el cuerpo de la víctima.
Esto llevó a que muchos autores intentasen delimitar esta arbitrariedad consuetudinaria e inherente al examen médico pericial, elaborando una serie de tablas o baremos de incapacidades tanto físicas como psíquicas, pero, por su mismo carácter también arbitrario —pues, en definitiva, estos baremos o tablas, están basados en el criterio personal y en el arbitrio de quien los realiza— sólo terminaron por añadir más confusión y es común observar hoy en día, que las partes que están en litigio discuten ambas el uso de cualquier baremo, quejándose generalmente el querellante por lo escaso de sus determinaciones y el querellado por lo abultado de las mismas.[cita requerida]
Por ejemplo, en la República Argentina, a nivel oficial, existen varios Baremos o tablas de incapacidad, entre los cuales podemos mencionar:
a) “Tabla General de Incapacidades e Indemnizaciones por Accidentes del Trabajo y Enfermedades Profesionales” del Prof. E. F. P. Bonnet: presenta rangos de incapacidad para numerosas patologías traumáticas y secuelas postraumáticas. Los rangos de incapacidad que se presentan en cada uno de los ítems listados son demasiado amplios, lo cual dificulta su utilización, sobre todo al no explicitarse los fundamentos que sustentan las incapacidades ni las pautas, normas y/o guías para su aplicación.
b) “Tabla de Valuación de Incapacidades en el Aparato Locomotor”, de los Dres. Romano y Fernández Blanco: ha sido diseñado para evaluar incapacidades en el ámbito del Derecho Laboral. Presenta cifras y rangos de incapacidad exclusivamente para secuelas del aparato locomotor y lesiones nerviosas o vasculares relacionadas con ellas. No valora incapacidades en otros aparatos y sistemas. No va acompañado de los fundamentos de la valoración ni de pautas o guías para su aplicación.
c) “Pautas Objetivas para la Evaluación de Incapacidades Psicofísicas” de la Dirección de Reconocimientos Médicos de la Provincia de Buenos Aires, promulgadas en el año 1978 durante el gobierno de Saint Jean: son tablas desarrolladas para ser utilizadas en la valoración de incapacidades de los agentes de la administración pública de dicha provincia que soliciten el beneficio de la jubilación por invalidez. No persigue otra finalidad que la previsional. La mayoría de los capítulos valora secuelas de enfermedades comunes, no traumáticas. El capítulo dedicado al Aparato Locomotor es incompleto y ambiguo. En algunos capítulos se fundamenta la estimación de la incapacidad.
d) “Normas para la Evaluación, Calificación y Cuantificación del Grado de Invalidez de los Trabajadores Afiliados al Sistema Integrado de Jubilaciones y Pensiones” llamado Baremo AACS 2012 “Baremo Nacional” de la ley 24.241, Decreto N° 1290/94, reemplazado por el “Baremo nacional” (con igual título) del Decreto Nº 478/98, que establece su utilización obligatoria por las Comisiones Médicas dependientes de la Superintendencia de Administradoras de Fondos de Jubilaciones y Pensiones en la valoración de incapacidades de los postulantes a obtener una Jubilación por Invalidez. Utiliza criterios eminentemente previsionales para valorar la incapacidad en relación con la dificultad para realizar un trabajo genérico y aplica 3 factores compensadores: por escolaridad, por edad y un factor “compensador” de hasta 10 puntos de incapacidad, que el médico evaluador puede adicionar en caso de considerarlo conveniente. Fundamenta la estimación de la incapacidad en muchos de los capítulos y va acompañado de las normas y/o guías para su aplicación.
e) “Tablas de Evaluación de Incapacidades Laborales”, por laudo N° 156/96 del Ministro de Trabajo y Seguridad Social y aprobadas por Decreto Nº 659/96. Se han diseñado como parte del Sistema de Riesgos del Trabajo implementado en el año 1996 por la ley 24.557. Es aplicado por las Comisiones Médicas dependientes de la Superintendencia de Administradoras de Fondos de Jubilaciones y Pensiones para obtener la cifra que se aplicará en la fórmula para el cálculo de la indemnización en casos de Accidentes del Trabajo y Enfermedades Profesionales. Se utiliza para cuantificar las indemnizaciones tarifadas en el ámbito del Derecho Laboral en relación exclusiva con el trabajo que realizaba la víctima en el momento de sufrir el accidente. No se toman en cuenta las dificultades para la realización de las actividades de la vida diaria, salvo para calificar la gran invalidez. Las cifras de incapacidad laborativa se complementan con “factores de ponderación” que se aplican según el criterio personal del médico evaluador: dificultad para la realizar la tarea habitual, la edad y la necesidad o no de efectuar una “recalificación profesional”. No contempla muchas de las secuelas indemnizables por el Derecho Común.
f) En cuanto a la baremación, también podemos hablar de "baremo" cuando se presenta el contexto de una oposición, como, por ejemplo, las Oposiciones al Cuerpo de Maestros de Educación. El baremo, en este caso, sirve para que el aspirante al concurso de oposición pueda aumentar su puntuación y, por tanto, esté más cerca de conseguir su objetivo: su plaza de trabajo pública. Para aumentar los puntos de su baremo, los aspirantes realizan cursos online baremables, que son cursos online homologados por una Institución Oficial. Los aspirantes invierten su tiempo en dicha formación para conseguir su certificado universitario y poder presentar los méritos del baremo ante el Tribunal. 